# Björn Soenens
Björn Hunther Soenens (Roeselare, 25 april 1968) is een Belgisch redacteur, journalist en auteur.

## Levensloop
Soenens studeerde in 1990 af als licentiaat vertaler Engels-Frans aan de Provinciale Hogeschool voor Vertalers en Tolken en volgde nadien een master internationale politiek aan de Universiteit Antwerpen (UA).
Hij begon zijn loopbaan bij de openbare omroep in 1991 bij Radio 2 West-Vlaanderen. Na een jaar stapte hij over naar radionieuws en -duiding. In 1995 werd hij reporter voor Het Journaal en Terzake. Van 1999 tot 2003 werkte Soenens voor Koppen, waarna hij terugkeerde naar Het Journaal als eindredacteur, chef algemene verslaggeving, chef nieuws en chef buitenland. Sinds 2008 werd hij vaak "Amerikawatcher" genoemd. In 2010 kreeg Soenens de Dexia Persprijs voor zijn radiorubriek "De Amerikawatcher" in De Ochtend op Radio 1. Zijn documentaire Stemmen uit Iowa voor Canvas uit 2012 werd genomineerd voor een AIB Award in Londen. In 2019 werd hij nog een keer genomineerd voor zijn documentaire Oh Baltimore. Hij verrichtte ook werk als inleesstem. Zo las hij de 10-delige reeks over de oorlog in Vietnam van Ken Burns in voor Canvas, en was hij de stem voor de Vlaamse versie van de eerste reeks van 35 afleveringen van In Europa van Geert Mak. 
Hij was tussen 8 november 2013 en 6 september 2016 hoofdredacteur van Het Journaal. In die hoedanigheid kreeg hij kritiek te verwerken van bovenaf én onderuit. Hij had als journaalbaas heftige voor- en tegenstanders. In februari 2015 werd duidelijk dat sommigen bij de VRT niet opgezet waren met bepaalde van zijn uitspraken, zoals de felle kritiek op VTM, en diverse media-optredens.
Vanaf 20 januari 2017 werd Soenens gedurende acht jaar de VRT-correspondent in de Verenigde Staten. Hij woonde in Brooklyn, New York. Tussen november 2018 en december 2020 bracht Soenens gewone Amerikanen in beeld voor de rubriek 'Allemaal Amerikaan' op vrtnws.be.
Hij heeft ook een eigen podcastkanaal Björn in the USA op de website van VRT NWS, waar hij Amerikaanse onderwerpen benadert. Hiermee won hij in 2024 de Belgian Podcast Awards in de categorie Best History Podcast 2023.
Hij schreef verschillende boeken over Amerikaanse geschiedenis en politiek, waaronder Blijven proberen, Obama! Amerika tussen droom en drama, Amerika: een biografie van dromen en bedrog, Amerika - De droom op drift, Dagen zonder Trump - Berichten uit Amerika, De lengte van een oceaan (2020) en De laatste walvis. Op 25 januari 2025 stopte hij als VS-correspondent en verhuisde terug naar België. Hij werd daarna buitenlandjournalist op de nieuwsdienst. Vanaf het najaar 2025 toert hij in opdracht van de VRT rond met een theatervoorstelling, Allemaal Amerikaans, over zijn ervaringen en belevenissen in de VS.
In 2023 werd hij benoemd tot ridder in de Kroonorde.

## Privé
Voor zijn verhuizing naar de VS begin 2017 en na zijn terugkeer woonde hij in Gent. Hij is gehuwd en vader van twee kinderen.

## Kritiek
Soenens introduceerde in 2014 de term "constructieve journalistiek" bij de VRT. Daarover was hij een veelgevraagd spreker bij de openbare omroepen in Nederland, Zweden, Denemarken en Zwitserland. Hij hield een pleidooi voor journalistiek met meer (historische) context en minder "hijgerigheid".
Zijn journalistieke opvatting als hoofdredacteur werd echter fel bekritiseerd door een aantal collega's en sommige politici. Volgens De Morgen werd zijn visie gekenmerkt door een overdreven missioneringsdrang.

## Trivia
- In 2017 deed Soenens mee aan De Slimste Mens ter Wereld.

- International Standard Name Identifier: 0000 0000 3421 8957
- Library of Congress Control Number: n97048646
- MusicBrainz: 67458b42-77fb-4684-b8a2-486188589456
- Nederlandse Thesaurus van Auteursnamen: 160007372
- Virtual International Authority File: 68213576
- WorldCat: E39PBJhxkxcCTyHt7R73Vbbw4q